# 007 スカイフォール
『007 スカイフォール』（原題: Skyfall）は、2012年のスパイアクション映画で、イーオン・プロダクションズが製作する「ジェームズ・ボンド」シリーズの第23作目にあたる。監督はサム・メンデス、脚本はニール・パーヴィス、ロバート・ウェイド、ジョン・ローガンが務め、アデルが作詞・作曲した主題歌「スカイフォール」が使用されている。ダニエル・クレイグが架空のMI6諜報員、ジェームズ・ボンドを演じる3作目の作品である。
1962年に『007は殺しの番号』で始まったシリーズの50周年記念作品として、2012年10月23日にロンドンのロイヤル・アルバート・ホールでプレミア上映され、英国では10月26日、北米では11月9日、日本では12月1日に公開された。IMAXカメラでの撮影はされていないが、IMAXシアターで上映されるシリーズ初作品となった。アカデミー賞2回、BAFTA賞2回、グラミー賞2回など、数々の賞を受賞した。全世界での興行収入が10億ドルを超えた史上14番目の作品となり、歴代興行収入第7位、英国での興行収入第1位、シリーズの興行収入第1位、ソニー・ピクチャーズとMGMの両社内での全世界での興行収入第1位、2012年の興行収入第2位を記録した。
2013年、スティーヴン・ジェイ・シュナイダーの『死ぬまでに観たい映画1001本』に掲載された。

## ストーリー
「007」をコードネームに持つMI6のエージェント、ジェームズ・ボンド（ダニエル・クレイグ）は新人女性エージェントのイヴ（ナオミ・ハリス）とともにトルコでの作戦に参加していた。その最中、MI6の工作員たちが殺され、各国のテロ組織に潜入している全てのNATOの工作員の情報が収められたハードディスクが奪われた。ボンドはディスクを取り戻すべく、実行犯であるフランス人傭兵パトリス（オーラ・ラパス）を追跡する。イヴはパトリスに照準を合わせようとするが、ボンドと列車の上で格闘しているため射撃できない。MI6部長・M（ジュデイ・デンチ）の指令により彼女が発砲すると、銃弾はボンドに当たってしまう。ボンドは峡谷に落下し行方不明となり、パトリスは逃亡を果たす。
数カ月後。ボンドは公式に死亡が認定され、Mは情報漏洩の責任を問われて、情報国防委員会の新委員長であるギャレス・マロリー（レイフ・ファインズ）から引退を勧められる。それは事実上の更迭勧告だった。その提案を拒絶するMだったが、その直後にMのコンピュータが何者かによってハックされる。さらにMI6本部も爆破され、6人の職員が死亡、他にも大勢の負傷者を生んだ。このニュースは僻地で秘かに過ごしていたボンドも目にするところとなり、ボンドはロンドンに戻る。古い地下壕を利用したMI6新本部に入り、00（ダブルオー）要員への復帰テストに臨むボンドだったが、成績は惨憺たるものであった。復帰に懐疑的なマロリーの意見を一蹴し、Mはボンドの職務復帰を承認する。ボンドは自身の肩に残っていた弾丸の破片からパトリスを特定し、新任の兵器開発課長・Q（ベン・ウィショー）から装備を受け取ってパトリスの向かう上海へ赴く。
上海でボンドは格闘の末にパトリスを倒したものの、雇い主が誰なのかを聞き出す事に失敗。パトリスの所持品にあったカジノのチップを手掛かりにボンドはマカオへ向かう。
その頃、ハードディスクにあったNATO工作員のうち5名の氏名がインターネット上に公表され、毎週さらに5名ずつ公表していくという予告がなされる。
カジノでボンドはパトリスの仲間らしい謎の女性・セヴリン（ベレニス･マーロウ）に接触。ボンドから情報を引き出そうとしつつも何かに脅える様子のセヴリンに、ボンドは雇い主を殺すつもりがあるなら手伝うと持ちかける。セヴリンを監視する男たちの襲撃を撃退したボンドは、セヴリンの船で共に雇い主のいる廃墟の島に向かうが、船上でセヴリンともども囚われの身となる。
島ではパトリスとセヴリンの雇い主、ラウル・シルヴァ（ハビエル・バルデム）と対面する。シルヴァは自らとボンドを「共食いの果てに最後に残った2匹のラット」に例える。元MI6エージェントであったシルヴァは、中国への返還を控えた香港支局勤務時に、任務の枠を外れた形で中国の情報を得ようとしたため、当時の上司Mが中国当局へ通報。中国当局に捕らわれイギリス側に見捨てられたことで、Mを深く恨んでいた。そしてこの島にサイバー犯罪の拠点を作り上げ暗躍していたのだった。シルヴァはボンドが心身共に現場復帰に適さない状態にありながら、Mがそれを隠していたことを告げる。だがボンドは「私の趣味は『復活』だ」とそれを一笑に付す。シルヴァはセヴリンを危険に晒した射撃ゲームでボンドを試そうとする。結果セヴリンはシルヴァに殺されるが、ボンドは一瞬の隙を突きボディガードたちを倒し、発信器の信号を追ってきた増援を得て、シルヴァを捕らえることに成功する。
シルヴァはロンドンのMI6新本部に拘禁された。シルヴァは、かつてMに見捨てられた際敵による拷問のさなか歯に仕込ませた毒物で自決を図ったことを告げ、崩壊した素顔を見せるが、彼女はそれを冷たく突き放す。Mは彼女の責任を問う公聴会が開かれるウェストミンスターへと向かう。
一方、Qとボンドはシルヴァのコンピューター端末を解析しようとするが、端末に仕組まれていたプログラムがMI6のシステムに侵入してシルヴァの拘禁が解かれ、まんまと脱走されてしまう。シルヴァは部下に助けられながら地下鉄に逃げ込み、ボンドの追跡を振り切りM襲撃の態勢を整える。
公聴会ではMが糾弾の矢面に立たされ、ダブルオーセクションの解体まで言及されていた。マロリーは批判の言葉を並べる大臣を制すると、Mに発言を促す。Mはいまだ世界には国でもなく地図にも載らない危険な勢力が存在し、その「影」と戦う組織が必要なのだと静かに説く。Mの亡夫がかつて親しんでいたアルフレッド・テニスンの「ユリシーズ」をMが引用し終えた刹那、シルヴァと手下たちが議場に躍り込んでくる。激しい銃撃戦になり、MI6の護衛員や議場警備の警察官が次々と倒れ、マロリーも左肩に被弾する。間一髪のところで駆け付けたボンドがマロリーやイヴとともに、シルヴァとその配下の攻撃を退ける。
Mを護衛しつつ公用車で連れ去ったボンドは途中、公用車から自身所有のボンドカーであるアストンマーティン・DB5に乗り換え、スコットランド・グレンコウの荒野にある今は住む者のない彼の生家「スカイフォール」へ向かう。ボンドはシルヴァを誘い込む為、Qに電子的に跡を残して置くよう指示する。幕僚主任のビル・タナー（ロリー・キニア）とともに手段を講じるQの前にマロリーが現れるが、彼はボンドの目論見を見抜いた上でそれを黙認、効果的なアドバイスまで与えるのだった。
「スカイフォール」でボンドとMは、ボンド家の猟場管理人であるキンケイド（アルバート・フィニー）の協力のもと、ありあわせの材料で作ったいくつもの罠を家中に仕掛け、シルヴァの到来を待つ。3人はシルヴァの送り込んだ第一襲撃グループは撃退したが、その最中にMが銃弾を受けて重傷を負う。シルヴァ本人が第二襲撃グループを引き連れてヘリコプターで到来し、ボンドはMとキンケイドを「スカイフォール」から離れた礼拝堂と墓地の方角へとつながるトンネルに逃がす。シルヴァの指示を受けたヘリコプターからの攻撃によってDB5が大破させられるも、ボンドは生まれ育った家屋をガスボンベとダイナマイトで爆破し、第二襲撃グループの大半とヘリコプターを撃退する。一時呆然となったシルヴァはトンネルから地上へ出たMとキンケイドの存在に気付き、後を追って礼拝堂に向かう。トンネルを抜け出たボンドはMたちのもとに急ぐがシルヴァに阻まれ、抵抗するが凍った湖の中にシルヴァの手下とともに消える。
礼拝堂にたどり着いたシルヴァはMが負傷したことを知り狼狽するも、彼女に銃を突きつけ、共に死ぬことを強要する。そこへボンドが到着、シルヴァにとどめを刺し「自分が最後のネズミだ」と告げる。だがMの傷は深く、もう助かる見込みはなかった。「私は1つだけ正しかった」とつぶやき、Mは息を引き取る。
Mの葬儀後、イブはボンドにMI6本部勤務となったことを告げ、改めて自己紹介し、本名（マネーペニー）を明かす。新たなMとなったマロリーは次の任務を指示し、ボンドは「喜んで」と受諾するのだった。

## キャスト
ショーン・コネリーが初代ジェームズ・ボンドを演じると発表されてから50周年となる2011年11月3日、ロンドンのコリンシア・ホテルにて記者会見が開かれ、『スカイフォール』のキャストが公式に発表された。

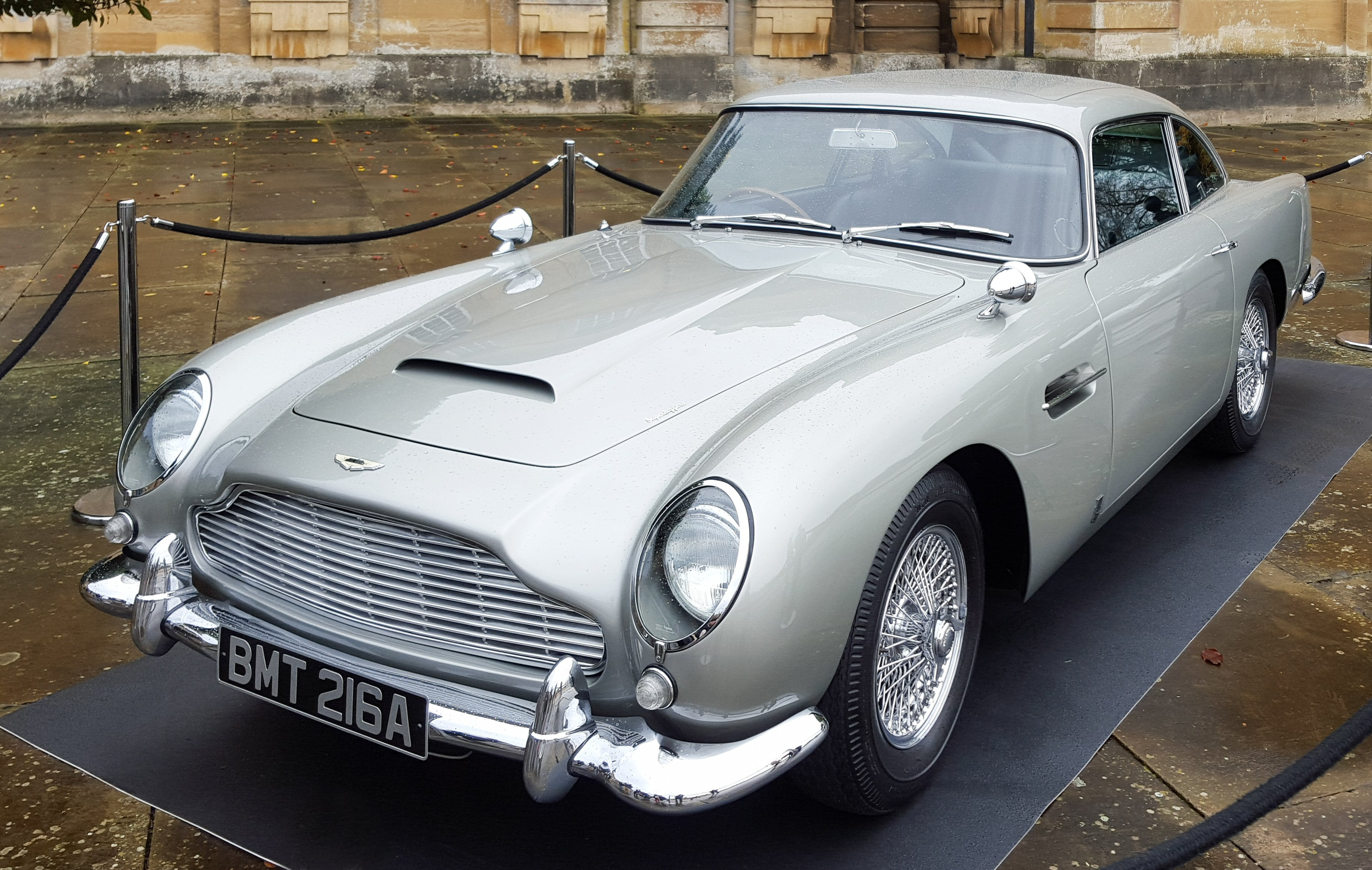
アストンマーティン・DB5

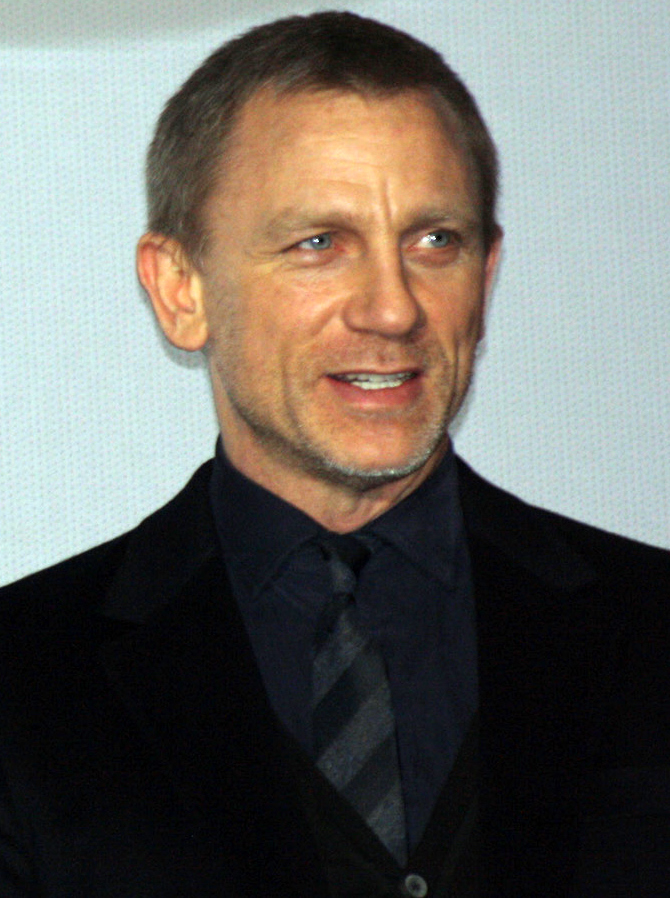
主演のダニエル・クレイグ

ジェームズ・ボンド
演 - ダニエル・クレイグ
トルコでのミッション中、Mの強引な命令によって負傷し、行方をくらますが、MI6本部が襲撃を受けたことを知り帰還する。本作では彼の生家「スカイフォール」が登場するが、ボンド死亡の報を受けて売却されることが決まっており、猟銃のコレクションもボンドの父の愛銃を除いて人手に渡っていた。
直刃剃刀などアンティークな物を使用することを好み、トム・フォードのスーツを着用している
M
演 - ジュディ・デンチ
MI6のボス。トルコでのミッション中、イヴへ下した射撃命令によりミッションが失敗した上にボンドを失う。さらには情報を奪われただけでなくMI6本部が破壊されてしまい、周囲から引退を迫られている。
そんな中、帰還したボンドを再雇用して再びミッションに参加させる。
デンチによるMは7作目であり、今作のラストでMが殉職する為、デンチ最後のMとなる。
なお、彼女は前2作で姿を見せていた夫（※演者不詳）について、審問会の場面で言及した際に故人とことわっている。
ラウル・シルヴァ（本名：ティアゴ・ロドリゲス）
演 - ハビエル・バルデム
本作の悪役。MI6を恨み、復讐を企てるサイバーテロリスト（後にスペクターの下部組織の一員と判明）。バルデムはシルヴァを「悪役」以上と説明し、またクレイグは「非常に重要な関係」を持っていると述べた。バルデムはキャラクターのために異なった外観を探し出すことを検討し、メンデスとの協議の結果、金髪に染め上げた。一部の批評家からはウィキリークス創始者のジュリアン・アサンジとの類似が指摘された。MI6に所属していた経験を生かし、MI6本部のネットワークにたやすく侵入し工作員の情報を漏洩させた他、本部の空調を操作してガス爆発を起こすなどの攻撃を仕掛ける。
かつてMの下で活動していた非常に優秀な工作員であったが、取引によって敵国に引き渡され拷問を受けた。これがきっかけでMを恨んでいるものの、彼女を「ママ」と呼んだり、終盤では自らの手でMを殺すために部下に対して手を出さないよう言明するなど、単なる憎悪にとどまらない異様な執着を見せる。拷問を受けた際、奥歯に隠した青酸カリで自殺を試みたものの死ねず、成分のシアン化水素の影響で上歯の大多数と左の頬骨を失っており、常時入れ歯を装着している。物語終盤では深傷を負ったMに拳銃を押し付けて握らせ、共に死のうと図るが、駆けつけたボンドにナイフを投げつけられ、それが背中の急所に当たり絶命した。
ギャレス・マロリー
演 - レイフ・ファインズ
元イギリス陸軍中佐の政治家。ヘレフォード連隊（SAS）に所属していた経歴もあり、IRAとの戦闘経験も豊富な人物。現在は英国政府のIntelligence and Security Committee（情報国防委員会）の委員長を務め、MI6を規制する権限を持つ政府エージェントとしてMやボンドを厳しく監視しつつも、事件解決に的確なアドバイスを与えていく。本作のラストでMに就任する。ファインズは「本当に楽しい」以外役について詳しいことは言えないと答えた。
イヴ
演 - ナオミ・ハリス
ハリスのキャラクターはまず、ボンドと密接に連携するMI6のフィールドエージェントのイヴの名で登場する。当初、ハリスがミス・マネーペニーを演じるというメディアの憶測はハリス自身によって否定されていた。ハリスはキャラクターを「自分をボンドと同格と思っているが、実際は彼よりも格下である」と説明した。
トルコのミッションと、マカオへの潜入においてボンドと行動を共にするが、冒頭のミッションではボンドを誤射してしまう。
セヴリン
演 - ベレニス・マーロウ
マーロウはこの役割を「グラマラスでエニグマティック」なキャラクターであると説明し、『007 ゴールデンアイ』の悪役のゼニア・オナトップ（演: ファムケ・ヤンセン）からインスピレーションを得て演じている。
キンケイド
演 - アルバート・フィニー
スカイフォールの番人。刺客に追われているというボンドを快く手助けするが、彼が何の仕事をしているのかは知らない。製作側はシリーズ50周年でショーン・コネリーをこの役でカメオ出演させることを検討し、彼に接近したが、「コネリーはボンドなのだから、他のキャラクターでカムバックするのは不自然だった」ということで立ち消えとなった。
Q
演 - ベン・ウィショー
Qの登場は2002年の『007/ダイ・アナザー・デイ』以来であり、ダニエル・クレイグ主演版では初登場となる。演じるベン・ウィショーは4代目のQとなった。
これまでのQに比して非常に若い年齢で、黒縁の眼鏡を着用し、ボンドによると「ニキビの目立つ若者」。ペン型爆弾など、かつてのシリーズに登場した武器を「古い」と一蹴し、本人認証機能を備えたワルサーPPKと発信機というシンプルな装備をボンドに与える。
「装備は無傷で（in one piece）返してほしい」と初対面のボンドに言い放つ。
ビル・タナー
演 - ロリー・キニア
Mの補佐を務めるMI6の幕僚主任（Chief of Staff）。前作から続投しており、出番は前作よりも増えている。
パトリス
演 - オーラ・ラパス
「口数が少なく」「暴力を愛する」フランス人の傭兵。
クレア・ダワー
演 - ヘレン・マックロリー
イギリスの政治家。マックロリーはサム・メンデスが個人的に彼女に連絡を取ってオファーした後にキャストに加わった。
他に、イェンス・ハルテンがハビエル・バルデムのキャラクターの共犯者を演じると報じられた。ベン・ロイド＝ホームズ（Ben Loyd Holmes）はツイッター上で本作への出演を認めた。ギリシャのモデルのトニア・ソティロポロスは、セヴリン役のオーディションを受けて落ちたが、別の役にキャスティングされたことを明かした。

## 日本語吹替
| 役名                  | 俳優                           | 日本語吹替 |
| --------------------- | ------------------------------ | ---------- |
| ジェームズ・ボンド    | ダニエル・クレイグ             | 藤真秀     |
| M                     | ジュディ・デンチ               | 谷育子     |
| ラウル・シルヴァ      | ハビエル・バルデム             | 内田直哉   |
| ギャレス・マロリー    | レイフ・ファインズ             | 原康義     |
| イヴ                  | ナオミ・ハリス                 | 杉本ゆう   |
| セヴリン              | ベレニス・マーロウ             | 岡寛恵     |
| キンケイド            | アルバート・フィニー           | 稲垣隆史   |
| Q                     | ベン・ウィショー               | 川本克彦   |
| ビル・タナー          | ロリー・キニア                 | 白熊寛嗣   |
| パトリス              | オーラ・ラパス                 | セリフなし |
| クレア・ダワー        | ヘレン・マックロリー           | 寺内よりえ |
| ドクター・ホール      | ニコラス・ウッドソン           | 佐々木敏   |
| BBCニュースキャスター | ヒュー・エドワーズ（本人役）   | 福田信昭   |
| CNNニュースキャスター | ウルフ・ブリッツァー（本人役） | 中村浩太郎 |
| フロアマネージャー    | チョーイ・ベイ                 | 天田益男   |
| 審問委員              | バート・シーザー               | 野中秀哲   |
| 両替係員              | イェニス・チョン               | 木下紗華   |
| 船長                  | ミロラド・カポー               | 中川慶一   |
| ヴァネッサ            | エリーズ・デュ・トワ           | 田中晶子   |
| ボディガード          | タンク・ドン                   | かぬか光明 |
| 警官                  | ベン・ロイド＝ホームズ         | 長島真祐   |
| Qのアシスタント       | カート・エジアイアワン         | 新田英人   |
| 運転手                | スチュアート・マルキャスター   | 荒井聡太   |
| 諜報部員2             | 諜報部員2                      | 槇原千夏   |
| 乗客E                 | 乗客E                          | 遠藤純平   |
| 乗客F                 | 乗客F                          | 古川裕隆   |
| 日本語版制作スタッフ  |                                |            |
| 演出                  | 演出                           | 清水洋史   |
| 翻訳                  | 翻訳                           | 松崎広幸   |
| 監修                  | 監修                           | 酒井俊之   |
| 製作                  | 製作                           | 東北新社   |

## 製作

### 企画
『スカイフォール』の製作は、メトロ・ゴールドウィン・メイヤー（MGM）の財政難のために2010年の間は中断されていた。2010年12月21日にMGMの再建の目途が立つとプリプロダクションが再開され、そして翌2011年1月、MGMとイーオン・プロダクションズ（イオン・プロ）より、2011年後半より製作を開始し、2012年11月9日公開を予定していることが公式発表された。その後MGMとソニー・ピクチャーズは、イギリスとアイルランドでの公開日をアメリカ合衆国の11月9日より2週間前倒しとなる10月26日に変更した。製作費は『慰めの報酬』の2億ドルから下がって1億5000万ドルである。
本作は『007/ドクター・ノオ』から始まる『007』シリーズの50周年記念事業の一部となる。プロデューサーのマイケル・G・ウィルソンによると、50周年のドキュメンタリー映画も製作される。本作は『007』シリーズとしては初めてとなるIMAX上映が行われる。

### タイトル
2011年8月、セルビアの新聞『ブリツ』誌上にて「『007』23作目の題は『Carte Blanche』となり、ジェフリー・ディーヴァーの小説『007 白紙委任状』を原作とする」と書かれていると、複数のニュースサイトが報じた。8月30日、イーオン・プロダクションズは、「新しい映画は『Carte Blanche』ではなく、ジェフリー・ディーヴァーの小説とも何の関係もない」という公式声明を出した。
2011年10月3日、MGMとソニー・ピクチャーズにより、「jamesbond-skyfall.com」、「skyfallthefilm.com」を含む15個のドメイン名が登録されたと報じられた。これにより、映画のタイトルは「Skyfall」になるという仮定にメディアは至った。これらの報道に対し、イオン・プロ、ソニー、MGMは特に反応しなかった。
翌11月の記者会見にて、『Skyfall』という題は正式に発表された。共同プロデューサーのバーバラ・ブロッコリは、このタイトルは「映画の中で明らかにされるいくつかの感情的なコンテキストがある」と述べた。

### スタッフ
『スカイフォール』を監督するサム・メンデスは『慰めの報酬』の公開直後にプロジェクトへの参加契約を済ませており、MGMの財政難騒動の間には「コンサルタント」となっていた。メディアでは、メンデスは演技を重視してアカデミー賞を獲得するために脚本からアクションシーンを削るだろうと憶測された。しかしながらメンデスは、予定されているアクションシーンは映画において重要な部品であると述べ、報道を否定した。過去にアカデミー監督賞を受賞したことのある監督が007シリーズを監督するのは史上初である。また、メンデスは『ロード・トゥ・パーディション』でもクレイグと組んだことがある。
脚本は元々、ピーター・モーガンへ依頼されていたが、MGMの経営危機問題で映画の製作がストップしていたことにより降板し、最終的に執筆することとなったのは『007』シリーズの常連脚本家であるニール・パーヴィスとロバート・ウェイドに、ジョン・ローガンを加えた面々となった。2011年9月、モーガンは最終的な脚本は彼のアイディアに基づいていると述べた。
撮影監督は、『ジャーヘッド』、『レボリューショナリー・ロード/燃え尽きるまで』でもメンデスと組んだロジャー・ディーキンスが務める。ディーキンスが撮影でアリ・アレクサカメラを使った。プロダクション・デザイナーにはデニス・ガスナーが続投し、衣装デザイナーにはジャイニー・テマイム、第二班監督にはアレクサンダー・ウィット、スタント・コーディネーターにはゲイリー・パウエル、特殊効果監修にはクリス・コーボールド、視覚効果スーパーバイザーにはスティーヴ・ベッグと、これまでの『007』のスタッフが起用された。
タイトル・シークエンスではダニエル・クラインマンが『カジノ・ロワイヤル』以来デザインに復帰。本編スタッフと別に撮影監督をリドリー・スコット作品で知られるジョン・マシソン（クレジット無し）が、CGIはフレームストア社が担当した。

### ロケーション

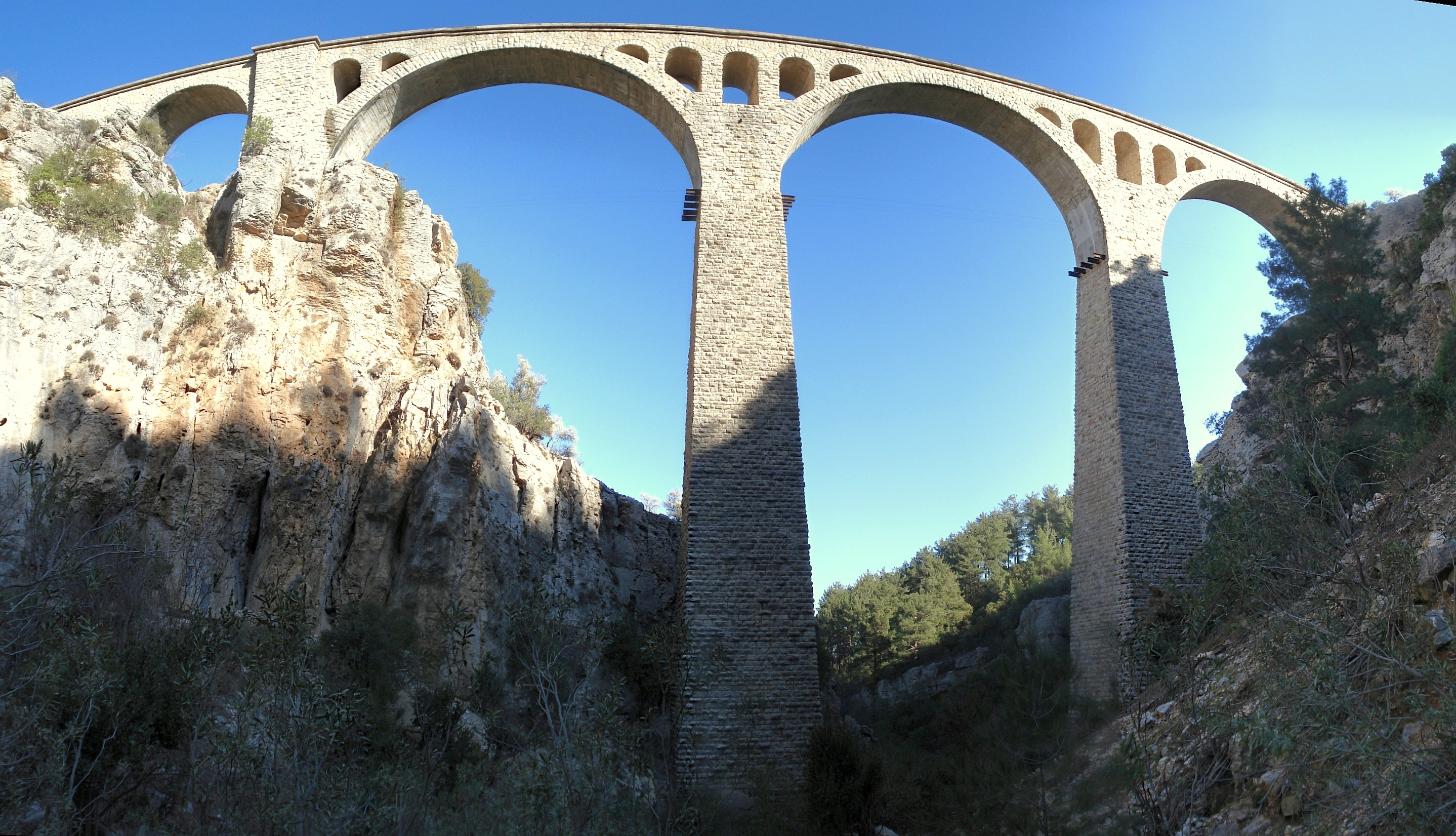
トルコのヴァルダ鉄道橋。冒頭のボンドの転落シーンに使用された

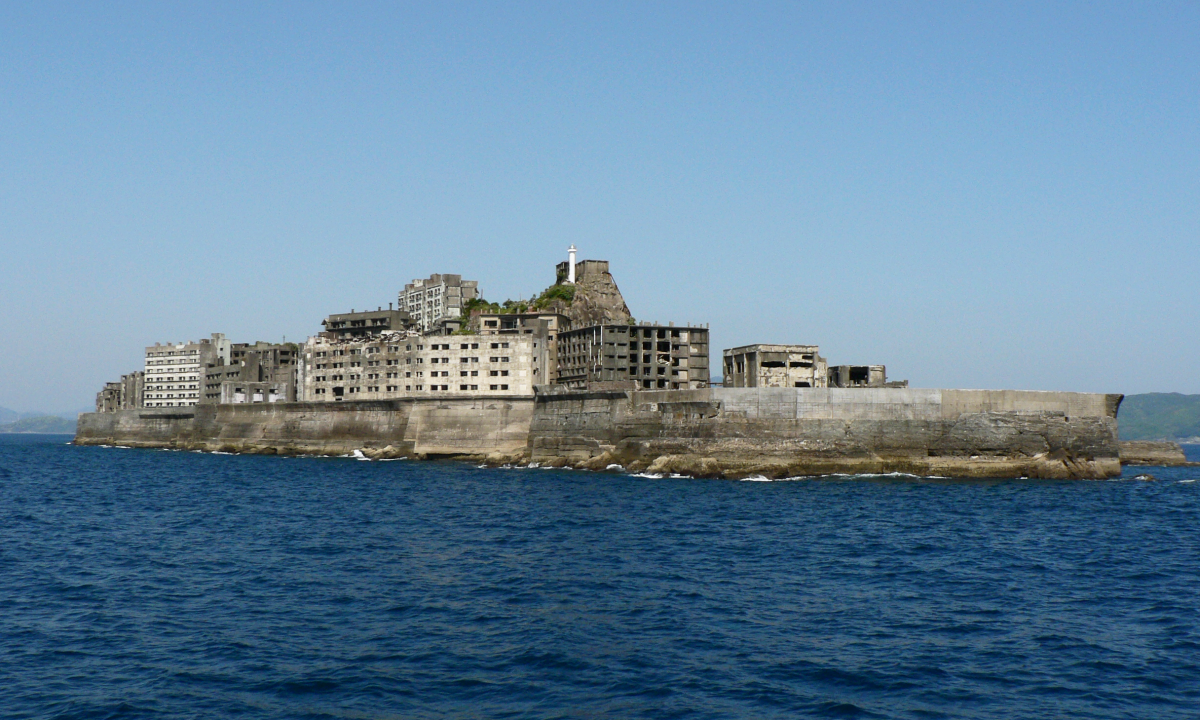
本作に登場する廃墟の島のモデルとなった長崎県の軍艦島

2011年4月、サム・メンデスとバーバラ・ブロッコリはロケ地探しのために南アフリカを訪れた。8月にプリプロダクションに移ると、撮影はインドで行われ、一部場面はニューデリーのサロジニ・ナガール地区やゴア州とアフマダーバードの間の鉄道で行われると報じられた。製作スタッフはコンカン鉄道を封鎖する許可を得るのに難航していた。『ダークナイト ライジング』や『ミッション:インポッシブル/ゴースト・プロトコル』も同様の問題に直面していた。その後インド当局によりいくつかの制限が追加された上で許可が下りたが、結局製作スタッフはインドで撮影しないことに決めた。撮影にはイスタンブールのコンスタンティノープル競馬場、アヤソフィア博物館、フェトヒイェ、アダナ近くのヴァルダ鉄道橋が浮上し、国内で3か月費やされると予想された。
メンデスは中華人民共和国が映画に登場し、上海や他多数の国々で撮影することを明かした。上海のホテルで泳ぐ場面はロンドンで撮影された。2012年2月1日、パイン・ウッドスタジオのセットのダニエル・クレイグが映った公式画像が初公開された。
2012年4月の報道では、日本の長崎県の端島（通称：軍艦島)での撮影が報じられたが、安全性を考慮して現地でのロケ撮影は行われず、実際には端島でのロケハンで撮影された写真をもとにロンドン郊外にセットを建造し、そこで撮影がなされた。作中ではマカオ海岸沖の架空の島の場面に設定された。映画のフィナーレはスコットランドアーガイルのダントルーン城で撮られる予定であったが、撮影開始直後に中止された。その場面は代りにグレンコーで撮影された。スコットランドにあるボンドの家族の家のスカイフォールは、サリー州Hankley Commonで合板と石膏を使ってフルスケールモデルの建物が築かれた。

### 撮影
主要撮影期間は133日間を予定していた。撮影は2011年11月7日に開始され、ロンドン周辺の、サザーク (Southwark) 、ホワイトホール、ナショナル・ギャラリー、スミスフィールド、聖バーソロミュー病院、カナリー・ワーフ、エネルギー・気候変動省、チャリング・クロス駅、グリニッジの旧王立海軍大学で行われた。ヴォクスホール・ブリッジは、ヴォクスホール・クロスのMI6本部の爆破を撮影するために通行禁止にされた。巨大なレプリカの建物を実際に爆発させた『ワールド・イズ・ノット・イナフ』とは異なり、『スカイフォール』ではポストプロダクション時にデジタルで爆発が加えられる。
製作は2012年3月にトルコに移り、5月6日まで撮影が続くことが報じられた。アダナでの格闘シーンのリハーサル中、トルコ人のティーンエイジャーのグループが現場に忍び込み、その後警備員に捕らえられるという事件が起こった。4月にはイスタンブールのスパイス・バザール、イェニモスク、帝国郵便局、コンスタンティノープル競馬場、カパルチャルシュなどが撮影のために封鎖された。報道によると、撮影地の店主たちは封鎖期間中に営業をすることもできたが、あまり業績がよくなく、そしてその結果代わりに補償として1日につき750リラ（418米ドル）が支払われた。都市でオートバイ・チェイスを撮影した際、製作者は建物に損害を与えたという批判に晒された。マイケル・G・ウィルソンは、撮影の期間中は複製を作って本物と入れ替え、終了したら元に戻していると説明した。
日本の長崎市軍艦島は、実際にロケをするには危険すぎるということで使われることはなかったが、ロケハン並びにアイデアを使わせてもらったことで、長崎市長への謝辞がエンドロールに収められている。

### 音楽

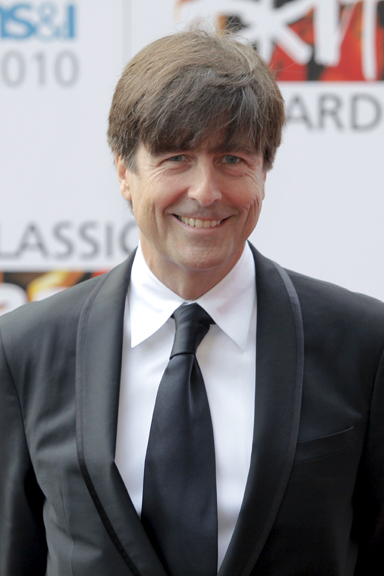
トーマス・ニューマン

作曲家には、前作までのデヴィッド・アーノルドに代わり、これまでサム・メンデス作品を手がけてきたトーマス・ニューマンが起用された。アーノルドは、自分が2012年ロンドンオリンピックの開会式で作曲家としてダニー・ボイルに協力しなければならなかったからだとコメントしている。
2012年10月、イギリスのシンガーソングライターのアデルがポール・エプワースと共に主題歌の「スカイフォール」を書き、録音を済ませたことが発表された。曲は『007/ドクター・ノオ』から50周年となる「ジェームズ・ボンド・デイ」の2012年10月5日、午前0時7分（BST）にオンラインで公開された。また、主題歌候補としてミューズ (バンド)が「スプレマシー」を歌っているが選考で敗れた。

## 公開と反応
プレミア上映は2012年10月23日にロンドンのロイヤル・アルバート・ホールで行われた。上映にはチャールズ3世（当時皇太子）とカミラ妃が出席した。

### 興行収入
『007 スカイフォール』の全世界での興行収入は11億856万ドルに達した。
イギリスでは公開から40日目に、イギリス国内の累計興行収入が1億5000万ドルを記録し、それまでの歴代1位であった『アバター』を超え、イギリス歴代興収1位となった。最終的な興行成績は1億6237万ドル。
北米では『007』シリーズとしては史上最大となる3505館で封切られ、公開初日に3080万ドル、初週末には8780万ドルを売り上げ、『007』シリーズとしては最高の滑り出しとなった。累計興行成績は3億416万ドルを記録し、2012年公開作品の4位、007シリーズとしては歴代1位の成績をマークした。また、チケット代のインフレーションを考慮しても『007 スカイフォール』は『007/サンダーボール作戦』 『007/ゴールドフィンガー』に次ぐ3位の成績をマークする華々しい結果となった。
日本では『007』シリーズ史上初めて日本語吹替え版を同時上映する事が決定し、2012年12月1日にTOHOシネマズ日劇他584スクリーン（日本語字幕355、日本語吹替え229）で公開され、初日2日間で動員39万8754人、興収4億5463万9650円という、ダニエル・クレイグ主演の『007』シリーズとしては最高のオープニング成績を記録し、初登場1位となった。2013年1月6日時点で興行収入は24億円を突破し、ダニエル・クレイグ主演の『007』シリーズとして最高のヒットを記録し、ピアース・ブロスナンが5代目ジェームズ・ボンドとして主演した『007』シリーズの興行収入をも超えた。なお、MGMは、本作と『ホビット 思いがけない冒険』の成功により、破産状態から見事脱却した。

### 批評家の反応
『007 スカイフォール』は、批評家から主に肯定的な評価を受けた。レビュー集約サイトのRotten Tomatoesでは232件で91%の支持を集め、平均点は8.2/10となった。有力媒体のレビューから得た評価を数値化し、加重平均値を出すMetacriticでは、43件のレビューで81/100を記録した。『デイリー・テレグラフ』の映画レビュアー、ロビン・コリンズは、『007 スカイフォール』は「常に大胆な、しばしばまぶしい」と述べ、アクションシーンにも触れ、「ユーモアと暖かさがいっぱい」と評した。『タイムズ』のケイト・ミューアは、「偉大な英国のブルドッグの映画だ...古典的なボンドへの凱旋」と述べ、「007の復活、そして最高の1本として残るだろう」と考えた。ロジャー・イーバートは星4つの満点を与え、「この数年間で最高のボンド映画」と評価した。イーバートがボンド映画に星4つを与えたのは『カジノ・ロワイヤル』以来である。
第86回（2012年度）キネマ旬報読者選出外国映画ベスト・テン第10位。

### 受賞とノミネート
| 賞               | 部門                     | 対象                                                              | 結果       |
| ---------------- | ------------------------ | ----------------------------------------------------------------- | ---------- |
| 英国アカデミー賞 | 英国作品賞               | マイケル・G・ウィルソン、バーバラ・ブロッコリ、サム・メンデス     | 受賞       |
| 英国アカデミー賞 | 助演男優賞               | ハビエル・バルデム                                                | ノミネート |
| 英国アカデミー賞 | 助演女優賞               | ジュディ・デンチ                                                  | ノミネート |
| 英国アカデミー賞 | 編集賞                   | スチュアート・ベアード                                            | ノミネート |
| 英国アカデミー賞 | 撮影賞                   | ロジャー・ディーキンス                                            | ノミネート |
| 英国アカデミー賞 | 作曲賞                   | トーマス・ニューマン                                              | 受賞       |
| 英国アカデミー賞 | プロダクションデザイン賞 | デニス・ガスナー、アンナ・ピンコック                              | ノミネート |
| 英国アカデミー賞 | 音響賞                   |                                                                   | ノミネート |
| アカデミー賞     | 撮影賞                   | ロジャー・ディーキンス                                            | ノミネート |
| アカデミー賞     | 作曲賞                   | トーマス・ニューマン                                              | ノミネート |
| アカデミー賞     | 音響編集賞               | パー・ハルバーグ、カレン・ベイカー・ランダース                    | 受賞       |
| アカデミー賞     | 歌曲賞                   | 「スカイフォール」 アデル、ポール・エプワース                     | 受賞       |
| アカデミー賞     | 録音賞                   | スコット・ミラン、グレッグ・P・ラッセル、スチュアート・ウィルソン | ノミネート |

007シリーズがオスカーを受賞したのは1964年の『007/ゴールドフィンガー』の第37回アカデミー賞の音響編集賞、1965年の『007/サンダーボール作戦』の第38回アカデミー賞の特殊視覚効果賞以来3度目で、47年ぶりの受賞となった。ノミネートは1981年の『007/ユア・アイズ・オンリー』以来31年ぶりとなる。
英国アカデミー賞で007シリーズが受賞したのも1963年の『007/ロシアより愛をこめて』の撮影賞以来であり、英国作品賞受賞はシリーズ史上初の快挙である。

## テレビ放送
| 回数 | テレビ局   | 番組名（放送枠名） | 放送日        | 放送時間      | 放送分数 | 視聴率 | 備考 |
| ---- | ---------- | ------------------ | ------------- | ------------- | -------- | ------ | --- |
| 1    | 日本テレビ | 金曜ロードSHOW!    | 2015年12月4日 | 21:00 - 22:54 | 114分    | 11.5%  | 『007 スペクター』の公開を記念するかたちで地上波初放送された（2か国語放送 / 文字多重放送 / データ放送）。 放送時間は114分であり、枠に合わせてオープニングなどがカットされた。 |

- 視聴率はビデオリサーチ調べ、関東地区・世帯・リアルタイム。

## Blu-ray/DVD
20世紀フォックス ホーム エンターテイメント ジャパンよりBlu-ray DiscとDVDが発売。
- Blu-ray
  - 007/スカイフォール 2枚組ブルーレイ&DVD〔初回生産限定〕　品番：MGXF-55113　発売日：2013年4月3日
  - 007/スカイフォール ブルーレイ版スチールブック仕様〔5,000セット数量限定生産〕　品番：MGXA-55113　発売日：2013年4月3日
  - 007/スカイフォール　品番：MGXJC-55113　発売日：2013年8月2日
  - 〔スチールブック仕様〕007/スカイフォール〔2,300セット数量限定生産〕　品番：MGXEA-55113　発売日：2015年10月7日
- DVD
  - 007/スカイフォール　品番：MGBNG-55113　発売日：2013年8月2日

ワーナー・ブラザース ホームエンターテイメントよりBlu-ray DiscとDVDが発売。NBCユニバーサルが販売。
- Blu-ray
  - 007/スカイフォール　品番：1000782360　発売日：2020年11月11日
- DVD
  - 007/スカイフォール　品番：1000782361　発売日：2020年11月11日